# 鈴木理香
鈴木 理香（すずき りか、1973年3月15日 - ）は、日本のフリーアナウンサー。

## 来歴
大阪府出身。日本大学芸術学部放送学科卒業。
大学を卒業後、福井テレビ (FTB) に入社。報道部に配属され、同局のアナウンサーになる。
2003年3月31日付で福井テレビを退社し、圭三プロダクション所属のフリーアナウンサーになる。各局のテレビ番組でリポーターやナレーターを務めるほか、日本テレビが行うリアルタイム字幕放送のリスピークも担当している。

## 担当番組
脚注の無いデータは、2005年当時の圭三プロダクション公式サイトに掲載されていたプロフィールからの参考。

### 福井テレビ
- FNN福井テレビスーパーニュース - キャスター
- 福井テレビスーパーニュースワイド おかえりなさ〜い - キャスター
- おかえりサタデー - キャスター[4]

### フリー転向後
- 摩訶!ジョーシキの穴（日本テレビ） - リポーター
- とっておき自遊食感ハマランチョ（テレビ神奈川） - リポーター
- ITライブ（ビジネス・ブレークスルー） - リポーター
- Act On TV 放送番組 - ナレーター
- TOHOスタイル（学校法人東放学園） - キャスター
- NHK海外ネットワーク（NHK） - ナレーター[4]